# Darfour
Le Darfour (en arabe : دار فور, Dār al-Fūr, signifiant « maison/terre des Four » ou Fòòra en four) est une région de l'Ouest du Soudan, s'étendant sur le Sahara et le Sahel subsaharien. Sa population est musulmane. Le Darfour est riche en uranium et en cuivre.
Administrativement, le Darfour est divisé depuis 2012 en cinq États : le Darfour-Central, le Darfour du Nord, le Darfour du Sud, le Darfour-Occidental et le Darfour-Oriental.
De 2003 à 2020, cette région est le théâtre d'une guerre civile qui a provoqué une grave crise humanitaire.

## Géographie
Le Darfour, dont la population est estimée à 6 millions d'habitants, couvre une surface d'environ 510 000 km2. Il est composé essentiellement d'un plateau aride, couvert au nord d'un désert de sable et au sud d'une savane, ayant en son centre une chaîne volcanique, le Djebel Marra, culminant à 3 042 m d'altitude et château d'eau de toute la région. Cela étant, la sécheresse qui s'est prolongée dans le Sahel, accompagnée d'une baisse des précipitations de 30 % en quarante ans et la progression corrélative du Sahara, seraient à l'origine de 300 000 morts.

## Histoire
La région du Darfour peut difficilement supporter une importante densité de population, à l'exception du djebel Marra et de ses alentours. C'est à partir de là que différents groupes de populations se répandirent pour contrôler la région.
Le djebel Marra aurait abrité une culture Tora, semi-légendaire, supplantée dès le XIIe siècle.

### Royaumes

#### Royaume Dadjo
Les Dadjo (ou Dajus), habitants du djebel Marra, semblent avoir été le groupe dominant au Darfour dans les plus anciens récits connus. La durée de leur période de domination est incertaine étant donné le peu d'informations disponibles sur la chronologie des souverains de ce royaume Dadjo. 
Selon la tradition, la dynastie Dajou est déposée, et l'islam introduit, aux environs du XIVe siècle par les Toundjours (sans certitudes, sans doute d'origine arabe), qui pénétrent au Darfour par le Bornou et le Ouaddaï.
La première mosquée construite daterait de 1200 environ, dans la capitale, Uri.

#### Royaume Toundjour
- Royaume Toundjour (1400 env. - 1650 env.)

Le premier roi Toundjour serait Ahmed el-Makour, époux de la fille du dernier monarque Dadjou. Ahmed soumet de nombreux chefs de tribus, et le pays se développe sous son règne.
Son arrière-petit-fils, le sultan Dali, toujours célébré dans les légendes locales, était d'origine four de par sa mère. Il ramena la dynastie plus proche des peuples qu'elle dirigeait. Dali divisa le pays en provinces, et établit un code pénal, qui est toujours appliqué, sous le nom de livre de Kitab Dali ou livre de Dali. Il diffère en divers points de la loi coranique traditionnelle. Son petit-fils Suleyman (en) (généralement distingué par le qualificatif four Solon, « arabe » ou « rouge ») régna de 1596 à 1637, et fut un grand guerrier et musulman convaincu. Il est considéré comme le fondateur de la dynastie Keira (en).

#### Sultanat du Darfour
- Sultanat du Darfour (1603-1874)
- et ses voisins le sultanat de Sennar et le royaume du Ouaddaï

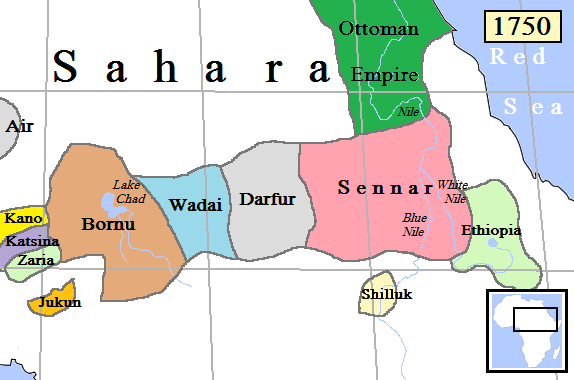
Situation régionale vers 1750

Le petit-fils de Soleiman, Ahmed Bukr (ou Bakr) (env. 1682-env. 1722), aurait fait de l'islam la religion d'État; en tout cas il accrut la prospérité du royaume en encourageant l'immigration du Bornou et du Bagirmi. Son pouvoir s'étendait du Nil jusqu'aux rives de l'Atbara. La mort de Bakr déclencha une longue guerre de succession. Sur son lit de mort, Bakr décida que chacun de ses nombreux fils dirigerait à son tour. Une fois sur le trône, chacun de ses fils espéra faire de son propre fils l'héritier, cela conduisant à une guerre civile intermittente qui dura jusqu'en 1785-1786. À la suite de ces divisions internes, le Darfour perdit de l'importance, en conflit avec les royaumes de Sennar et Ouaddaï.
Un des monarques les plus marquants de cette période fut le sultan Mohammed Terab, un des fils d'Ahmed Bakr. Il dirigea de nombreuses expéditions militaires victorieuses. En 1785-1786, il dirigea une campagne contre les Foundj, mais ne dépassa pas Omdurman. Il fut arrêté par le Nil, et ne put faire traverser le fleuve par son armée. Refusant d'abandonner ses projets de conquête, Terab séjourna à Omdurman pendant des mois et son armée commença à désapprouver son action. Selon certains récits, Terab fut empoisonné par sa femme à l'instigation de ses généraux, et l'armée retourna au Darfour. Alors qu'il tenta de faire monter son fils sur le trône, celui-ci échut finalement à son frère Abd al-Rahman.
Abd-al-Rahman fut surnommé el-Rachid ou le Juste. Ce fut pendant son règne que Napoléon Bonaparte effectua sa campagne en Égypte. En 1799 Abd-er-Rahman écrivit pour féliciter le général français pour sa victoire sur les Mamelouks. Bonaparte lui répondit en demandant au sultan de lui faire parvenir par la prochaine caravane 2 000 esclaves noirs de plus de seize ans, forts et vigoureux. Abd-er-Rahman établit aussi une nouvelle capitale à Al Fachir, la ville royale, en 1791-1792. La capitale précédente était Kobb.
Mohammed-el-Fadhl, son fils, fut un temps sous le contrôle d'un eunuque, Mohammed Kourra, mais s'en rendit finalement indépendant, et son règne dura jusqu'en 1838, lorsqu'il mourut de lèpre. Il se consacra à soumettre les tribus arabes semi-indépendantes qui vivaient dans le pays, dont les plus connus, les Rizeigats. 
En 1821, il perdit la province de Kordofan, qui fut conquise dans l'année par les Égyptiens, Mehemet Ali ayant ordonné la conquête du Soudan. Les Keiras montèrent une armée, mais ils furent vaincus par les Égyptiens près de Bara le 19 août 1821. Les Égyptiens avaient l'intention de conquérir la totalité du Darfour, mais leur difficulté à consolider leurs positions sur la région du Nil les forcent à abandonner leur projet.
El-Fadhl mourut en 1838 et son troisième fils, Mohammed Hassan, fut nommé en tant que successeur. Hassan était connu pour être un homme religieux et avare. En 1856, il devint aveugle et pour le reste de son règne, sa sœur Zamzam, la iiry bassi (?), fut de facto la dirigeante du royaume.
Au début 1856, un homme d'affaires de Khartoum, Al-Zubeir Rahma Mansour (Zubeir Pacha), commença à mener des affaires dans le Sud du Darfour. Il installa un réseau de comptoirs commerciaux armés et contrôla rapidement un territoire étendu. Cette région, connue sous le nom de Bahr al-Ghazal, était depuis longtemps la source de biens qu'exploitait le Darfour lui-même vers l'Égypte et l'Afrique du Nord, en particulier l'ivoire et les esclaves. Les habitants du Bahr el-Ghazal payaient tribut au Darfour. Ces marchandises étaient les articles principaux vendus par les habitants du Darfour aux marchands égyptiens le long de la route vers Assiout. Az-Zoubayr redirigea ce flux de biens vers Khartoum et le Nil.
Hassan mourut en 1873 et la succession passa à son fils cadet Ibrahim, qui se trouva rapidement engagé dans une guerre avec az-Zoubayr. Az-Zoubayr, après un premier conflit contre les Égyptiens, s'allia avec eux et coopéra en vue de la conquête du Darfour. La guerre conduisit à la destruction du royaume. Ibrahim fut tué à la guerre à l'automne 1874, et son oncle Hassan Alla, qui tâchait de maintenir l'indépendance du pays, fut capturé en 1875 par les troupes du khédive, et déporté au Caire avec sa famille.

#### Soudan turco-égyptien (1820-1896)

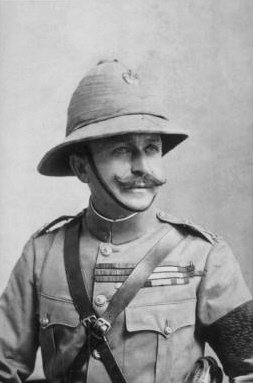
Rudolf Slatin.

- Conquête égyptienne du Soudan (en) (1821-1824)
- Soudan turc (1820-1885)
- Eyalet d’Abyssinie (Habesh en turc), avec résidence du pacha à Suakin
- Guerre des mahdistes (1881-1899)
- Expédition de secours à Emin Pacha (1886-1889)
- Crise de Fachoda (1894-1904)

Les habitants du Darfour étaient réticents à l'occupation égyptienne. Plusieurs révoltes furent réprimées, mais en 1879, le général Gordon (alors gouverneur-général du Soudan) suggéra la remise sur le trône de l'ancienne famille royale. Cela ne se fit pas, et en 1881, le bey Slatin (Sir Rudolf von Slatin) fut désigné gouverneur de la province. Slatin fit la guerre contre les troupes du Mahdi autoproclamé Mohammed Ahmad (1844-1885), qui étaient dirigées par un cheik rizeigat appelé Madibbo, mais il fut obligé de se rendre (décembre 1883).
Le Darfour fut incorporé aux dominions du Mahdi. Les habitants du Darfour trouvèrent sa façon de gouverner aussi déplaisante que ce qu'avait été celle des Égyptiens, et une constante résistance aboutit au retrait progressif des forces du Mahdi de la région. 
Après la mort du Mahdi en 1885, et l'éviction de son successeur à Omdurman en 1898, le nouveau gouvernement anglo-égyptien du Soudan reconnut en 1899 Ali Dinar (1856-1916), un petit-fils de Mohammed-el-Fadhl, comme sultan du Darfour (1898-1916), sous condition de paiement d'un tribut annuel. Sous Ali Dinar, qui avait été emprisonné à Omburman durant l'ère du Mahdi, le Darfour put jouir d'une période de paix et d'un retour à une indépendance effective.
Personnalités :
- Méhémet Ali (1765c-1849), vice-roi d'Égypte (1804-1849)
- Charles Gordon (1833-1885)
- Garnet Joseph Wolseley (1833-1913)
- Eduard Carl Oscar Theodor Schnitze, devenu Emin Pacha (1840-1892)
- Horatio Herbert Kitchener (1850-1916)
- Tawfiq Pacha (1852-1892), khédive d'Égypte (1879-1892)
- Josef Ohrwalder (1856-1913)
- Rudolf Carl Slatin (1857-1932)
- Bataille d'Omdurman (1898)

### Domination britannique et l'indépendance
- Soudan anglo-égyptien (1899-1956)
- Première guerre civile soudanaise (1955-1972)
- Seconde guerre civile soudanaise (1983-2005)

En 1916, pendant la Première Guerre mondiale, Ali Dinar s'allia avec l'Empire ottoman et déclara la guerre à la Grande-Bretagne. La rébellion fut vaincue à la bataille de Beringia le 22 mai 1916, Ali Dinar poursuivi et tué le 6 novembre suivant et le pays incorporé au Soudan britannique. Le Darfour fut intégré à la république du Soudan lors de l'indépendance du pays en 1956. Après l'indépendance, le Darfour servit de base au parti Oumma, dirigé par Sadeq al-Mahdi. En 1994, le Darfour fut divisé en trois États fédérés au sein de la république fédérale du Soudan : Nord (Chamal), Sud (Janoub), et Ouest (Gharb) Darfour. La capitale du Nord-Darfour est Al-Fachir, Nyala pour le Sud-Darfour et Al-Djounaïnah pour le Darfour.

### Catastrophe politique du début duXXIesiècle
La crise du Darfour a fait l'objet de 22 résolutions de l'ONU, et de 3 résolutions du Parlement européen. En 2004 est mise en place la Commission internationale d'enquête sur le Darfour.
Le 4 mars 2009, la Cour pénale internationale délivre un mandat d'arrêt international contre le président Omar el-Béchir pour crimes de guerre et crimes contre l'humanité.
Depuis 2005, des négociations de paix se déroulent entre les groupes rebelles et le gouvernement soudanais.
Le conflit reprend en 2023.

## Populations

### Fours
Les Fours (ou Furs) sont un peuple vivant principalement au Darfour — auquel ils ont donné leur nom : « maison des Fours », en arabe (دار فور), ils représentent 13 % de la population totale du Soudan. 
Leur langue est le four (ou fur), une langue nilo-saharienne, dont le nombre total de locuteurs a été estimé à 500 000 au Soudan. 

### Arabes
Les Arabes du Darfour peuvent être séparés en schématiquement en trois groupes principaux, sachant que la distinction entre les communautés Abbala (éleveurs de chameaux) et Baggara (bouviers) est souvent floue, en particulier au Sud-Darfour, où ils peuvent être à la fois des éleveurs et des agriculteurs :
- Les Rizeigat Abbala dans le nord du Darfour. Ils ont constitué la colonne vertébrale des milices armées par le gouvernement
- Les Arabes en provenance du Tchad dans les années 1970, fuyant la sécheresse, et installés pour la plupart dans le Darfour-occidental et le Darfour du Sud. Ils sont pour beaucoup d'entre eux Baggaras.
- Les Arabes Baggaras du Darfour du Sud, à savoir Beni Halba, Habbaniya, Rizeigat et Taïsha, bien organisés autour de structures tribales.

### Zaghawa
Les Zaghawa ou Béri (comme ils se désignent eux-mêmes) sont un peuple d'Afrique établi majoritairement dans le nord-ouest du Soudan et le nord-est du Tchad. Ils constituent environ 14 % de la population totale du Soudan. Leur langue, le zaghawa ou le béria, appartient à la famille des langues sahariennes. Leur population dépasse les 7 600 000 individus.